# باند ایکس
باند ایکس (انگلیسی: X band) به بازه بسامدهای رادیویی ریزموج در طیف الکترومغناطیسی گفته می‌شود. در برخی موارد مانند مهندسی مخابرات بازه بسامد باند ایکس به‌طور تقریبی از حدود ۷٫۰ تا ۱۱٫۲ گیگاهرتز (GHz) تعریف شده‌است. در مهندسی رادار، بر پایه تعریف مؤسسه مهندسان برق و الکترونیک باند ایکس به بازه بسامد ۸ تا ۱۲ گیگاهرتز (GHz) گفته می‌شود. باند ایکس در رادارها، ماهواره‌های مخابراتی و شبکه بی‌سیم کاربرد دارد.